# Стародубец, Анатолий Сергеевич
Анатолий Сергеевич Стародубец (род. 9 октября 1957, Новодружеск, Ворошиловградская область) — российский политический деятель, депутат Государственной думы пятого созыва (2007—2011).

## Биография
В 1982 г. окончил Высшую школу КГБ СССР им. Ф. Э. Дзержинского, в 2001 г. — Военную академию Генерального штаба ВС РФ, кандидат юридических наук.

### Депутат госдумы
2 декабря 2007 г. избран депутатом Государственной Думы РФ пятого созыва в составе федерального списка кандидатов, выдвинутого Всероссийской политической партией «Единая Россия».